# Saqiyan
Saqiyan (ryska: Сагиян) är en ort i Azerbajdzjan.   Den ligger i distriktet Şamaxı, i den centrala delen av landet, 120 km väster om huvudstaden Baku. Saqiyan ligger 720 meter över havet och antalet invånare är 544.
Terrängen runt Saqiyan är kuperad. Närmaste större samhälle är Shamakhi, 12,2 km öster om Saqiyan.
Trakten runt Saqiyan består till största delen av jordbruksmark. Runt Saqiyan är det ganska glesbefolkat, med 45 invånare per kvadratkilometer.